# Elecciones presidenciales de Colombia de 1837
Las elecciones presidenciales indirectas de Colombia de 1837 se celebraron a principios de ese año en la República de Nueva Granada. En ésta elección resultó ganador de la contienda el abogado José Ignacio de Márquez, el primer presidente civilista del país y representante del partido ministerial.

## Antecedentes
.Para 1837 la dirigencia política de la Nueva Granada se hallaba dividida entre un sector que formaba el Partido Progresista (del que surgió el Partido Liberal Colombiano en 1848) que respaldaba al gobierno del general Francisco de Paula Santander, y un sector que formaba el Partido Retrógrado, liderado por el escritor José Eusebio Caro, quien se oponía al desmonte del sistema político-jurídico y social de la colonia, la renovación en la filosofía de la educación pública (que con Santander se había nutrido de textos muy liberales, especialmente los de Jeremías Bentham) y la tributación directa sobre la riqueza personal.
Entonces, al plantearse la candidatura para la elección del nuevo presidente, se dio el apoyo de Santander desde la presidencia al general José María Obando como el continuador de su obra política, apoyo que dividió al Partido Progresista en 3 facciones: los progresistas demócratas que apoyaron la candidatura del general Obando, los progresistas doctrinarios que apoyaron la candidatura del abogado e ideólogo Vicente Azuero (mano derecha de Santander), y una facción moderada que se unió al Partido Retrógrado para formar el Partido Ministerial (del que surgió el Partido Conservador Colombiano en 1849) y que apoyó la candidatura de José Ignacio de Márquez entonces Vicepresidente y que confrontaba al gobierno de Santander, además de asuntos personales entre él y el presidente.

### Candidaturas
Las diferencias entre los progresistas demócratas y doctrinarios eran más de forma que de fondo, el general Obando un héroe militar muy carismático y el doctor Azuero un destacado intelectual y funcionario público; ambos diferían en cómo continuar las reformas impulsadas por Santander. Finalmente se presentaron las tres candidaturas, más la del exvicepresidente Domingo Caycedo y otras candidaturas menores.

## Desarrollo
Ninguno de los candidatos obtuvo la mayoría absoluta de los votos electorales exigida por la ley, por lo cual correspondió al Congreso elegir al nuevo presidente entre los tres candidatos más votados, y aunque el presidente Santander avaló a Obando, no alcanzó a canalizar todos los votos de Azuero y la mayoría santanderista, dividida, cayó ante el ministerial Márquez.
| Efigie | Candidato a presidente  | Votos Electorales |
| ------ | ----------------------- | ----------------- |
|        | José Ignacio de Márquez | 616               |
|        | José María Obando       | 536               |
|        | Vicente Azuero          | 164               |
|        | Domingo Caycedo         | 150               |
|        | Otros                   | 116               |